# East Lyme
East Lyme – miasto w Stanach Zjednoczonych, w stanie Connecticut, w hrabstwie New London.